# 7. Wahlkreis der Franzosen im Ausland
Der Siebte Wahlkreis der Franzosen im Ausland ist ein Wahlkreis für französische Staatsangehörige, die in Deutschland, Österreich oder weiteren Ländern Mitteleuropas und der Balkanhalbinsel wohnen, zur Wahl der französischen Nationalversammlung. Er ist einer der elf Wahlkreise, die 2010 neu im Ausland gebildet wurden, und zählt 142.427 Franzosen laut konsularischer Anmeldelisten.

## Aufstellung des Wahlkreises
Der Siebte Wahlkreis der Franzosen im Ausland umfasst folgende Länder und konsularische Bezirke (Zahlen der angemeldeten Wähler Stand 2023):
| Staat                   | Angemeldete Franzosen |
| ----------------------- | --------------------- |
| Albanien                | 206                   |
| Bosnien und Herzegowina | 420                   |
| Bulgarien               | 1.587                 |
| Deutschland a           | 93.750                |
| Kosovo                  | 154                   |
| Kroatien                | 900                   |
| Montenegro              | 158                   |
| Nordmazedonien          | 277                   |
| Österreich              | 10.315                |
| Polen                   | 5.900                 |
| Rumänien                | 4.674                 |
| Serbien                 | 1.785                 |
| Slowakei                | 930                   |
| Slowenien               | 806                   |
| Tschechien              | 4.880                 |
| Ungarn                  | 2.269                 |

## Wahlergebnisse

### Parlamentswahl 2012
Im ersten Wahlgang am 10. Juni 2012 stellten sich 15 Kandidaten zur Wahl:
- Isabelle Robin,[4] Parti Pirate
- Jacques Régnier,[5] unabhängig
- Xavier Fourny
- Agnès Dejouy
- Nicolas Jeanneté,[6][7] Kandidat einer Mitte-rechts-Allianz Alliance républicaine, écologiste et sociale (ARES), 1965 geboren. Er ist der Gründer verschiedener Musikfestivals wie zum Beispiel Francophonic in Deutschland und Polen.
- Pierre-Yves Le Borgn’,[8][9] Kandidat der Parti socialiste (PS), 1964 geboren. Er ist Vizepräsident für Öffentlichkeitsarbeit bei First Solar, einem international tätigen Fotovoltaikunternehmen, dessen Hauptsitz in Mainz ist.
- Denis Matton
- Élodie Viennot
- Sylvie-Olympe Moreau
- Ronan Le Gleut,[10] Kandidat der Partei Union pour un mouvement populaire (UMP). Er wurde 1976 geboren und arbeitet dort als Patentprüfer beim Europäischen Patentamt.
- Jean-Claude Wambre,[11][12] parteilos, Unternehmer
- Bruno Pludermacher,[13][14] Kandidat der Partei Cap21, 1961 geboren. Er ist selbstständig.
- Jacques Werckmann
- Hyacinthe Muller
- Éric Bourguignon

Gewählt wurde Pierre-Yves Le Borgn’.

### Parlamentswahl 2017
- Anna Deparnay-Grunenberg
- Philippe Gustin
- Jean-Pierre Hottinger
- François-Jérôme Lallemand
- Pierre-Yves Le Borgn’
- Benoît Mayrand
- Pierre Rommevaux
- Frédéric Petit (MoDem)
- Laurence Thierry

Gewählt wurde im zweiten Wahlgang Frédéric Petit mit 62,9 % der gültigen Stimmen.

### Parlamentswahl 2022
| Kandidaten               | Kandidaten             | Parteien                                                                   | 1. Wahlgang | 1. Wahlgang | 2. Wahlgang | 2. Wahlgang |
| Kandidaten               | Kandidaten             | Parteien                                                                   | Stimmen     | %           | Stimmen     | %           |
| ------------------------ | ---------------------- | -------------------------------------------------------------------------- | ----------- | ----------- | ----------- | ----------- |
|                          | Frédéric Petitgewählt  | ENS – Ensemble ! (Mouvement démocrate)                                     | 12.409      | 34,6        | 23.191      | 60,2        |
|                          | Asma Rharmaoui-Claquin | NUP – Nouvelle union populaire écologique et sociale (La France insoumise) | 9.353       | 26,1        | 15.328      | 39,8        |
|                          | Tania Botéva-Malo      | ECO – UCE                                                                  | 2.582       | 7,2         |             |             |
|                          | Bernard Geiter         | DVC –                                                                      | 2.043       | 5,7         |             |             |
|                          | Valérie Chartrain      | DIV – Volt                                                                 | 1.783       | 5,0         |             |             |
|                          | Vassili Le Moigne      | DVD – Alliance solidaire des Français de l’étranger                        | 1.453       | 4,0         |             |             |
|                          | Philippe Deswel        | LR – Les Républicains                                                      | 1.391       | 3,9         |             |             |
|                          | Sophie Loobuyck        | REC – Reconquête                                                           | 1.333       | 3,7         |             |             |
|                          | Thierry Deneuve        | ECO – Écologie au centre                                                   | 1.021       | 2,8         |             |             |
|                          | Sophie Chédiac         | DVG – Fédération de la gauche républicaine                                 | 678         | 1,9         |             |             |
|                          | Mathilde Dumas         | RN – Rassemblement National                                                | 460         | 1,3         |             |             |
|                          | Alexandre La Roque     | DIV – Les Patriotes                                                        | 428         | 1,2         |             |             |
|                          | Félix Drouet           | DIV – Parti Pirate                                                         | 397         | 1,1         |             |             |
|                          | Jérôme Segal           | ECO – Parti animaliste                                                     | 370         | 1,0         |             |             |
|                          | Guy Patton             | REG – Parti Breton                                                         | 142         | 0,4         |             |             |
|                          | Lucas Fonck            | DVD – République souveraine                                                | 45          | 0,1         |             |             |
| Gesamt                   | Gesamt                 | Gesamt                                                                     | 35.888      | 100         | 38.519      | 100         |
|                          |                        |                                                                            |             |             |             |             |
| Leere Stimmzettel        | Leere Stimmzettel      | Leere Stimmzettel                                                          | 268         | 0,7         | 1.317       | 3,3         |
| Ungültige Stimmzettel    | Ungültige Stimmzettel  | Ungültige Stimmzettel                                                      | 54          | 0,1         | 85          | 0,2         |
| Wähler                   | Wähler                 | Wähler                                                                     | 36.210      | 29,3        | 39.921      | 32,4        |
| Wahlberechtigte          | Wahlberechtigte        | Wahlberechtigte                                                            | 123.409     |             | 123.403     |             |
|                          |                        |                                                                            |             |             |             |             |
| Quelle: Innenministerium |                        |                                                                            |             |             |             |             |

### Parlamentswahl 2024
| Kandidaten               | Kandidaten              | Parteien                                                | 1. Wahlgang | 1. Wahlgang | 2. Wahlgang | 2. Wahlgang |
| Kandidaten               | Kandidaten              | Parteien                                                | Stimmen     | %           | Stimmen     | %           |
| ------------------------ | ----------------------- | ------------------------------------------------------- | ----------- | ----------- | ----------- | ----------- |
|                          | Frédéric Petitgewählt   | ENS – Ensemble pour la République (Mouvement démocrate) | 21.929      | 37,8        | 34.516      | 58,2        |
|                          | Asma Rharmaoui-Claquin  | UG – Nouveau Front populaire (La France insoumise)      | 18.914      | 32,6        | 24.784      | 41,8        |
|                          | Mathilde Naveys-Dumas   | RN – Rassemblement National                             | 4.520       | 7,8         |             |             |
|                          | Isabelle Huquet         | DVC – Unabh.                                            | 3.861       | 6,7         |             |             |
|                          | Cécile Richard          | DVG – Volt                                              | 3.211       | 5,5         |             |             |
|                          | Dominique Mier-Garrigou | LR – Les Républicains                                   | 2.702       | 4,7         |             |             |
|                          | Jérôme Chambon          | DIV – Unabh.                                            | 1.948       | 3,4         |             |             |
|                          | Julie Alexandre         | REC – Reconquête                                        | 720         | 1,2         |             |             |
|                          | Fanny Geffray           | DIV – Unabh.                                            | 245         | 0,4         |             |             |
| Gesamt                   | Gesamt                  | Gesamt                                                  | 58.050      | 100         | 59.300      | 100         |
|                          |                         |                                                         |             |             |             |             |
| Leere Stimmzettel        | Leere Stimmzettel       | Leere Stimmzettel                                       | 428         | 0,7         | 2.466       | 4,0         |
| Ungültige Stimmzettel    | Ungültige Stimmzettel   | Ungültige Stimmzettel                                   | 81          | 0,1         | 119         | 0,2         |
| Wähler                   | Wähler                  | Wähler                                                  | 58.559      | 44,8        | 61.885      | 47,3        |
| Wahlberechtigte          | Wahlberechtigte         | Wahlberechtigte                                         | 130.824     |             | 130.815     |             |
|                          |                         |                                                         |             |             |             |             |
| Quelle: Innenministerium |                         |                                                         |             |             |             |             |